# Лудвиг I (Хесен)
Лудвиг I (на немски: Ludwig I von Hessen, der Friedfertige; der Friedsame, der Fromme, * 6 февруари 1402 в Шпангенберг, † 17 януари 1458 в Шпангенберг) от Дом Хесен е ландграф на Хесен от 1413 до 1458 година.
Той е син и наследник на ландграф Херман II „Учения“ (1341 – 1413) и на Маргарета от Хоенцолерн-Нюрнберг (1363 – 1406), дъщеря на бургграф Фридрих V от Нюрнберг от род Хоенцолерн и на принцеса Елизабет от Майсен (1329 – 1375), дъщеря на маркграф Фридрих II от Майсен от род Ветини и на Мехтхилд/Матилда, дъщеря на император Лудвиг Баварски и Беартикс фон Швейдниц.
След 1425 г. той има конфликт с Конрад II, архиепископа на Майнц. На 10 август 1427 г. при Фулда ландграф Лудвиг I побеждава в Майнцско-Хеската война войската на архиепископа под командването на Готфрид фон Лайнинген.
Лудвиг I разделя Ландграфството Хесен между синовете си Лудвиг II и Хайнрих III на Долен Хесен (резиденция в Касел) и Горен Хесен (резиденция в Марбург).

## Семейство
Лудвиг I се жени на 13 септември 1436 г. за Анна Саксонска (1420 – 1462), най-възрастната дъщеря на курфюрст Фридрих I от Саксония (1370 – 1428) от род Ветини и Катарина от Брауншвайг-Люнебург (1395 – 1442) от род Велфи. Двамата имат децата:
- Лудвиг II Великодушния (1438 – 1471), ландграф на Долен Хесен, ∞ 1454 Мехтхилд фон Вюртемберг (1436 – 1495)
- Хайнрих III (1440 – 1483), ландграф на Горен Хесен, ∞ 1458 Анна фон Катценелнбоген (1443 – 1494)
- Херман (1449 – 1508), 1480 – 1508 архиепископ на Кьолн
- Елизабет (1453 – 1489), ∞ 1464 г. граф Йохан III от Насау-Вайлбург (1441 – 1480)
- Фридрих (1458 – 1463)